# Ilka Štuhec
Ilka Štuhec (* 26. Oktober 1990 in Slovenj Gradec, SR Slowenien, SFR Jugoslawien) ist eine slowenische Skirennläuferin. Sie ist vor allem in den Disziplinen Abfahrt und Super-G erfolgreich. Ihre bisher größten Erfolge sind die Abfahrts-Weltmeistertitel in den Jahren 2017 und 2019. In der Weltcupsaison 2016/17 entschied sie die Disziplinenwertungen in der Abfahrt und in der Kombination für sich. Darüber hinaus ist sie dreifache Juniorenweltmeisterin.

## Biografie

### Juniorenzeit
2005 trat Štuhec erstmals international in Erscheinung, als sie beim Trofeo Topolino den Riesenslalom gewann. Im Dezember 2005 bestritt sie ihre ersten FIS-Rennen, drei Monate später gelang ihr der erste Sieg auf dieser Stufe. Ihr Debüt im Europacup hatte sie am 3. Dezember 2006 in Ål, einen Tag später fuhr sie dort erstmals in die Punkteränge. Sie konnte sich rasch etablieren und erzielte in ihrer ersten Europacupsaison zwei Top-10-Ergebnisse. Beim European Youth Olympic Festival, das im Februar 2007 in Jaca stattfand, gewann Štuhec die Goldmedaille im Riesenslalom und Slalom. Einen Monat später folgte bei den Juniorenweltmeisterschaften 2007 in Flachau der Gewinn der Goldmedaillen im Slalom und in der Kombination. Somit konnte sie am 17. März 2007 beim Weltcup-Finale in Lenzerheide starten, schied aber aus. Zwei Wochen später gewann sie die beiden ersten von insgesamt neun slowenischen Meistertiteln.
Nachdem Štuhec während der Europacupsaison 2007/08 dreimal den dritten Platz erzielt hatte, gelang ihr am 5. Februar 2008 im Riesenslalom von Abetone der erste Sieg. Bei den Juniorenweltmeisterschaften 2008 in Formigal setzte sie sich gegen die Favoritin Lara Gut durch und gewann die Goldmedaille in der Abfahrt. Am 8. März 2008 fuhr Štuhec in der Abfahrt von Crans-Montana auf Platz 22 und gewann damit ihre ersten Punkte in einem Weltcuprennen. Am darauf folgenden Tag erzielte sie als Zwölfte der Superkombination ihr erstes Top-15-Ergebnis. Ende März gewann sie sämtliche Titel bei den slowenischen Meisterschaften.

### Lange Verletzungspausen
Während der gesamten Saison 2008/09 konnte Štuhec verletzungsbedingt keine Rennen bestreiten. Der kroatische Skirennläufer Ivica Kostelić empfahl ihr einen Chirurgen in der Schweiz, der ihr stark lädiertes Knie mit fünf Operationen wieder herrichtete. Da der slowenische Skiverband nicht genügend Geld hatte, um einen Privattrainer zur Verfügung zu stellen, sprang ihre Mutter Darja zeitweise ein und betreute sie auch als Physiotherapeutin. Im Winter 2009/10 blieb Štuhec in sechs Rennen ohne Punkte, aufgrund einer neuerlichen Knieverletzung Ende Januar 2010 musste sie die Saison vorzeitig abbrechen und im Winter 2010 bestritt sie erneut kein einziges Rennen. Nach einer fast zweijährigen Pause kehrte Štuhec Ende November 2011 in den Weltcup zurück. Anfang Dezember überraschte sie mit Platz 6 in der Abfahrt von Lake Louise, jedoch war dieses Ergebnis ein Ausreißer nach oben. In der Saison 2012/13 fuhr sie in drei Disziplinen wieder beständig in die Punkteränge, darunter waren zwei zehnte Plätze. Das beste Ergebnis des Winters erzielte sie bei den Weltmeisterschaften 2013 in Schladming mit Platz 6 im Super-G.
Am 30. November 2013 fuhr Štuhec beim Super-G von Beaver Creek auf den vierten Platz, das bis dahin beste Weltcup-Ergebnis ihrer Karriere. Ansonsten kam sie im Winter kaum je unter die besten 20, qualifizierte sich aber dennoch für die Olympischen Winterspiele 2014 in Sotschi, bei denen besonders der zehnte Platz in der Abfahrt hervorstach. In der Weltcupsaison schaffte sie nur eine Top-10-Platzierung, als Fünfte der Abfahrt von Garmisch-Partenkirchen. Hinzu kam Platz 7 in der Super-Kombination bei den Weltmeisterschaften 2015 in Beaver Creek. Im Weltcup 2015/16 etablierte sich Štuhec nahe der Weltspitze. Mit beständiger Regelmäßigkeit gelangen ihr sowohl in der Abfahrt als auch im Super-G Ergebnisse unter den besten 20. Gegen Saisonende erzielte sie zwei weitere Top-10-Platzierungen.

### Zweifache Abfahrtsweltmeisterin
Der bevorstehende Rücktritt von Tina Maze drohte im slowenischen Team eine große Lücke zu hinterlassen, denn es schien so, als ob niemand in die Bresche würde springen können. Doch zur Überraschung vieler gewann Štuhec in Lake Louise das erste Abfahrtsrennen der Saison 2016/17, vor Sofia Goggia und Kajsa Kling. Sie erklärte den Erfolg in ihrem 110. Weltcuprennen damit, dass sie mehr Selbstvertrauen bekommen habe und das Skifahren ihr einach Spaß mache. Diesen Erfolg wiederholte sie einen Tag später am selben Ort. Mitte Dezember folgte in Val-d’Isère je ein Sieg in der Kombination und in der Abfahrt, wodurch sie vorübergehend die Führung in der Gesamtwertung übernahm.
Ihre Siegesserie setzte Štuhec Ende Januar 2017 beim Super-G von Cortina d’Ampezzo fort. Im Vorfeld der Weltmeisterschaften 2017 in St. Moritz gehörte sie zu den meistgenannten Favoritinnen. Am 7. Februar stellte der elfte Platz im Super-G eher eine Enttäuschung dar. Drei Tage später lag sie im Kombinationswettbewerb nach dem Abfahrtslauf auf Rang zwei, schied jedoch im Slalomlauf bereits kurz nach dem Start aus. Nachdem sie bereits im Abfahrtstraining die Bestzeit aufgestellt hatte, gelang ihr am 12. Februar der bisher größte Erfolg ihrer Karriere und sie gewann in der Abfahrt die Goldmedaille, vor der Österreicherin Stephanie Venier und der Amerikanerin Lindsey Vonn. Nach der WM siegte Štuhec auch im Super-G von Crans-Montana und in der Abfahrt von Aspen. Am Ende des Winters belegte sie hinter Mikaela Shiffrin den zweiten Platz in der Gesamtwertung, ebenso entschied sie die Disziplinenwertungen in Abfahrt und Kombination für sich.
Ende Oktober 2017 stürzte Štuhec beim Training im Tiroler Pitztal und erlitt einen Riss des vorderen Kreuzbandes im linken Knie. Sie verpasste damit die gesamte Saison 2017/18 und somit auch die Olympischen Winterspiele 2018. Zu Beginn der Saison 2018/19 gab sie ein erfolgreiches Comeback. Bereits in ihrem fünften Rennen des Winters, der Abfahrt von Gröden am 18. Dezember 2018, stand sie wieder zuoberst auf dem Podest; diesem Sieg folgte tags darauf ein weiterer im Super-G auf derselben Piste. Im Januar feierte sie in den Abfahrten von Cortina d’Ampezzo je einen zweiten und dritten Platz. Bei den Weltmeisterschaften 2019 in Åre gelang es Štuhec, ihren Titel zu verteidigen und zum zweiten Mal Abfahrtsweltmeisterin zu werden, vor der Schweizerin Corinne Suter und Lindsey Vonn. Eine erfolgreiche Titelverteidigung in dieser Disziplin war zuletzt Maria Walliser im Jahr 1989 gelungen. Nach dem Weltmeistertitel von Tina Maze im Jahr 2015 war dies der dritte slowenische Erfolg in Serie.

### Weitere Entwicklung
Bei ihrem ersten Rennen nach der Weltmeisterschaft, der Abfahrt von Crans-Montana vom 23. Februar 2019, stürzte Štuhec und erlitt abermals einen Kreuzbandriss. Im Dezember 2019 kehrte sie in den Weltcup zurück und klassierte sich in der Folge meist beständig im Mittelfeld, Platzierungen unter den besten Zehn gelangen ihr jedoch nur in zwei Rennen. Ähnlich verlief die Saison 2020/21: Nach drei Top-10-Klassierungen zu Beginn des Winters, darunter Platz vier in der Abfahrt von Lake Louise, verlor sie wieder den Anschluss und hatte Mühe, überhaupt in die Punkteränge zu fahren. Bei den Weltmeisterschaften 2021 blieb ein 14. Platz ihr bestes Ergebnis. Die Saison 2021/22 war ebenfalls von Enttäuschungen geprägt. Ein fünfter Platz in der Abfahrt von Val-d’Isère war ihr einziges herausragendes Ergebnis in diesem Winter. Sie nahm an den Olympischen Winterspielen 2022 in Peking teil und verlor in der Abfahrt mehr als drei Sekunden auf Olympiasiegerin Corinne Suter, was den 22. Platz unter 31 klassierten Rennläuferinnen ergab.
Eine deutliche Steigerung zeigte Štuhec in der Saison 2022/23. Am 17. Dezember 2022 stand sie als Zweite der Abfahrt von St. Moritz erstmals nach mehr als dreieinhalb Jahren wieder auf dem Podest eines Weltcuprennens. Fünf Wochen später gewann sie die Abfahrt von Cortina d’Ampezzo und auch die Abfahrt beim Weltcupfinale in Soldeu beendete sie als Siegerin. In der Abfahrts-Disziplinenwertung belegte sie hinter Sofia Goggia den zweiten Platz. Bei den Weltmeisterschaften 2023 in Méribel fuhr sie in der Abfahrt auf Platz sechs. Durchzogen verlief die Saison 2023/24: Štuhec konnte das Niveau des Vorwinters nicht halten und klassierte sich überwiegend im Mittelfeld. Erst im letzten Saisonrennen, der Abfahrt von Saalbach-Hinterglemm, gelang ihr mit Platz zwei in der Abfahrt eine Podestplatzierung.

## Erfolge

### Olympische Spiele
- Sotschi 2014: 10. Abfahrt, 13. Super-G, 31. Riesenslalom
- Peking 2022: 22. Abfahrt

### Weltmeisterschaften
- Schladming 2013: 6. Super-G, 19. Abfahrt, 32. Riesenslalom
- Vail/Beaver Creek 2015: 7. Alpine Kombination, 17. Super-G, 20. Abfahrt, 25. Riesenslalom
- St. Moritz 2017: 1. Abfahrt, 11. Super-G
- Åre 2019: 1. Abfahrt, 8. Super-G, 10. Alpine Kombination
- Cortina d’Ampezzo 2021: 14. Abfahrt, 25. Super-G
- Courchevel/Méribel 2023: 6. Abfahrt, 12. Super-G
- Saalbach-Hinterglemm 2025: 9. Team-Kombination, 11. Abfahrt, 22. Super-G

### Weltcupwertungen
| 2007/08 | 89.                                 | 31                                  | 44.                                 | 9                                   | –                                   | –                                   | –                                   | –                                   | –                                   | –                                   | 26.                                 | 22                                  |                                     |                                     |
| 2011/12 | 81.                                 | 56                                  | 27.                                 | 56                                  | –                                   | –                                   | –                                   | –                                   | –                                   | –                                   | –                                   | –                                   |                                     |                                     |
| 2012/13 | 59.                                 | 115                                 | 25.                                 | 64                                  | 36.                                 | 18                                  | –                                   | –                                   | –                                   | –                                   | 15.                                 | 33                                  |                                     |                                     |
| 2013/14 | 44.                                 | 155                                 | 28.                                 | 61                                  | 17.                                 | 86                                  | 47.                                 | 8                                   | –                                   | –                                   | –                                   | –                                   |                                     |                                     |
| 2014/15 | 41.                                 | 157                                 | 22.                                 | 105                                 | 28.                                 | 52                                  | –                                   | –                                   | –                                   | –                                   | –                                   | –                                   |                                     |                                     |
| 2015/16 | 33.                                 | 303                                 | 28.                                 | 96                                  | 12.                                 | 183                                 | –                                   | –                                   | –                                   | –                                   | 29.                                 | 24                                  |                                     |                                     |
| 2016/17 | 2.                                  | 1325                                | 1.                                  | 597                                 | 2.                                  | 430                                 | 33.                                 | 32                                  | 35.                                 | 26                                  | 1.                                  | 240                                 |                                     |                                     |
| 2017/18 | verletzungsbedingt keine Ergebnisse | verletzungsbedingt keine Ergebnisse | verletzungsbedingt keine Ergebnisse | verletzungsbedingt keine Ergebnisse | verletzungsbedingt keine Ergebnisse | verletzungsbedingt keine Ergebnisse | verletzungsbedingt keine Ergebnisse | verletzungsbedingt keine Ergebnisse | verletzungsbedingt keine Ergebnisse | verletzungsbedingt keine Ergebnisse | verletzungsbedingt keine Ergebnisse | verletzungsbedingt keine Ergebnisse | verletzungsbedingt keine Ergebnisse | verletzungsbedingt keine Ergebnisse |
| 2018/19 | 10.                                 | 507                                 | 4.                                  | 343                                 | 11.                                 | 153                                 | 46.                                 | 11                                  | –                                   | –                                   | –                                   | –                                   |                                     |                                     |
| 2019/20 | 32.                                 | 215                                 | 14.                                 | 167                                 | 28.                                 | 48                                  | –                                   | –                                   | –                                   | –                                   | –                                   | –                                   |                                     |                                     |
| 2020/21 | 42.                                 | 161                                 | 14.                                 | 145                                 | 40.                                 | 16                                  | –                                   | –                                   | –                                   | –                                   | –                                   | –                                   |                                     |                                     |
| 2021/22 | 53.                                 | 138                                 | 21.                                 | 138                                 | –                                   | –                                   | –                                   | –                                   | –                                   | –                                   | –                                   | –                                   |                                     |                                     |
| 2022/23 | 11.                                 | 602                                 | 2.                                  | 551                                 | 30.                                 | 51                                  | –                                   | –                                   | –                                   | –                                   | –                                   | –                                   |                                     |                                     |
| 2023/24 | 29.                                 | 302                                 | 8.                                  | 242                                 | 26.                                 | 60                                  | –                                   | –                                   | –                                   | –                                   | –                                   | –                                   |                                     |                                     |

### Weltcupsiege
Štuhec errang bisher 22 Podestplätze, darunter 11 Siege:
|    | Datum             | Ort               | Land       |
| -- | ----------------- | ----------------- | ---------- |
| 1. | 2. Dezember 2016  | Lake Louise       | Kanada     |
| 2. | 3. Dezember 2016  | Lake Louise       | Kanada     |
| 3. | 17. Dezember 2016 | Val-d’Isère       | Frankreich |
| 4. | 15. März 2017     | Aspen             | USA        |
| 5. | 18. Dezember 2018 | Gröden            | Italien    |
| 6. | 21. Januar 2023   | Cortina d’Ampezzo | Italien    |
| 7. | 15. März 2023     | Soldeu            | Andorra    |

|    | Datum             | Ort               | Land    |
| -- | ----------------- | ----------------- | ------- |
| 1. | 29. Januar 2017   | Cortina d’Ampezzo | Italien |
| 2. | 25. Februar 2017  | Crans-Montana     | Schweiz |
| 3. | 19. Dezember 2018 | Gröden            | Italien |

|    | Datum             | Ort         | Land       |
| -- | ----------------- | ----------- | ---------- |
| 1. | 16. Dezember 2016 | Val-d’Isère | Frankreich |

### Europacup
- Saison 2006/07: 5. Kombinationswertung
- Saison 2007/08: 9. Gesamtwertung, 2. Riesenslalomwertung, 10. Kombinationswertung
- Saison 2011/12: 6. Kombinationswertung, 9. Super-G-Wertung
- Saison 2012/13: 8. Abfahrtswertung
- 10 Podestplätze, davon 2 Siege:

| Datum           | Ort     | Land     | Disziplin    |
| --------------- | ------- | -------- | ------------ |
| 5. Februar 2008 | Abetone | Italien  | Riesenslalom |
| 29. Januar 2013 | Jasná   | Slowakei | Abfahrt      |

### Juniorenweltmeisterschaften
- Altenmarkt/Flachau 2007: 1. Slalom, 1. Kombination, 6. Super-G, 9. Abfahrt, 14. Riesenslalom
- Formigal 2008: 1. Abfahrt, 6. Riesenslalom, 7. Super-G

### Slowenische Meisterschaften
Ilka Štuhec ist neunfache Slowenische Meisterin:
- Slalom: 2008, 2012
- Riesenslalom: 2008
- Super-G: 2007, 2008
- Abfahrt: 2007, 2008
- Kombination: 2008, 2012

### Weitere Erfolge
- Slowenische Sportlerin des Jahres 2017
- Sieg im Slalom und Riesenslalom beim Europäischen Olympischen Winter-Jugendfestival 2007
- 5 Siege bei der Gardenissima (2011, 2012, 2013, 2014, 2016)
- 6 Podestplätze im South American Cup, davon 4 Siege
- 8 Siege bei FIS-Rennen